# Кыж
Кыж — река в России, протекает в Добрянском районе Пермского края. Устье реки находится в 11 км по левому берегу реки Вильва. Длина реки составляет 17 км. В 2,4 км от устья принимает слева реку Шушпанка.
Река берёт начало у посёлка Кыж, исток находится на западных предгорьях Среднего Урала на водоразделе бассейнов Косьвы и Добрянки. Течёт на северо-восток, всё течение проходит по лесу и идёт параллельно железной дороге Пермь — Березники. Притоки — Северный Кыж, Шушпанка (левые); Мальцевка, Большая Рассоха (правые). В верховьях протекает посёлок Кыж, нижнее течение проходит по западным и северным окраинам посёлка Вильва.

## Данные водного реестра
По данным государственного водного реестра России относится к Камскому бассейновому округу, водохозяйственный участок реки — Кама от города Березники до Камского гидроузла, без реки Косьва (от истока до Широковского гидроузла), Чусовая и Сылва, речной подбассейн реки — бассейны притоков Камы до впадения Белой. Речной бассейн реки — Кама.
По данным геоинформационной системы водохозяйственного районирования территории РФ, подготовленной Федеральным агентством водных ресурсов:
- Код водного объекта в государственном водном реестре — 10010100912111100008892
- Код по гидрологической изученности (ГИ) — 111100889
- Код бассейна — 10.01.01.009
- Номер тома по ГИ — 11
- Выпуск по ГИ — 1